# Puška Whitworth
Puška Whitworth je předovka s perkusním zámkem, kterou zkonstruoval Sir Joseph Whitworth, významný anglický inženýr. Tato zbraň je charakteristická střelou s šestiúhelníkovým průřezem. Hlaveň zbraně má stejný profil stočený do spirály. 
Tato zbraň byla ve své době známá výjimečnou přesností   a je v některých pramenech uváděna jako první odstřelovací puška.

## Historie
Sir Whitworth experimentoval v letech 1854 - 1857 se zbraněmi malých ráží. Pracoval na vlastní uzavřené střelnici a pro testování si vyrobil vlastní nastřelovací stolici, aby vyloučil z testování lidský faktor. Testoval pušky různých konstrukcí a zkoušel i polygonální vývrty s různými počty hran od pěti do deseti. Nakonec se rozhodl pro variantu s šestiúhelníkovým vývrtem.
Whitworth ale nebyl první kdo uvažoval o hexagonálním vývrtu. Takovýto vývrt nabízel už v roce 1839 seržant Major Moor. Moor sám ale zbraň s tímto vývrtem nevyráběl a údajně vyrobil jen jeden zkušební kus takovéto zbraně.
Whitworth zkoušel svůj hexagonální vývrt s různým stoupáním, počínaje od jedné otáčky na palec, až po pomalé stoupání jedna otáčka na 60 palců. Whitwoth také vnesl do výroby svých zbraní velkou přesnost jak ve výrobě hlavní, tak i střel.
Jeho řešení umožňovalo střelu snadněji nabít do drážkovaného vývrtu. V roce 1857 bylo provedeno srovnání
s puškou Enfield. Whitworthova puška byla v toto srovnání z technického pohledu vítězem.  Nabíjení i střelba z ní byly rychlejší a přesnější. Při střelbě na 300 yardů byla střední odchylka pušky whitworth 3,86 palce a pušky Enfield 12,69 palce. 
Také účinný dostřel byl větší. Přestože polygonální vývrt je méně náchylný k zanášení než klasický drážkovaný vývrt, mohl se zanášet i Whithworthův vývrt. Proto sir Whitworth doplnil svou pušku i škrabákem, který se montoval na konec nabijáku. Tak bylo možné čistit hlaveň při nabíjení, ale snižovalo to významně i rychlost střelby.
Sir Whitworth nabídl pušku britské armádě, ale velký kontrakt nakonec nezískal. Armáda nakoupila jen omezený počet kusů zbraní pro specializované účely. Problém byla především cena zbraně, která významně převyšovala pušku Enfield. Whitworth Rifle Company dodávala tuto zbraň i francouzské armádě a během americké občanské války ji dodávala Konfederačnímu vojsku do jejich jednotek „ostrostřelců“. Dne 9. května 1864 byl touto puškou zastřelen generál John Sedgwick.
V současnosti je puška Whitworth velmi ceněná. Originální zbraně se na specializovaných aukcích prodávají za ceny vysoko nad 100 000 dolarů.

## Konstrukce a varianty

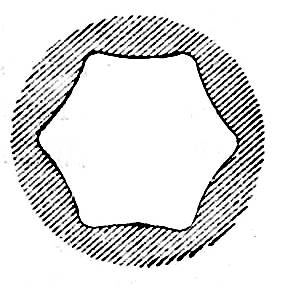
Průřez hlavně. Obrázek z Vojenské encyklopedie Sytina (Petrohrad, 1911–1915)

Mimo originálního vývrtu neměla puška zvláštní konstrukční úpravy. Jednalo se o standardní jednorannou zbraň s perkusním zámkem. Zajímavostí je, že hlaveň Whitworth použil u jedné ze svých zbraní i další anglický výrobce Westley Richards.
Pušky Whitworth byly mimo nejrozšířenější variantu s 33 palcovou hlavní vyráběny i ve verzích s hlavní dlouhou 36 a 39 palců. S delší hlavní se adekvátně prodlužovala i délka zbraně.
Mimo několika variant standardních otevřených mířidel existovala i verze zbraně doplněná zaměřovacím dalekohledem. Ten byl připevněn na levé straně zbraně. 

## Střely pro pušky Whitworth

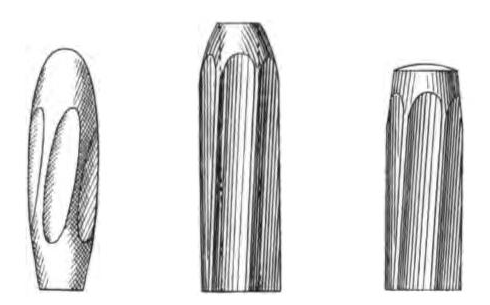
Varianty střel vyráběné pro pušku Whithorth

Své střely vyráběl sir Whitworth lisováním z tvrdší slitiny olova, čímž se snižovalo zanášení hlavně. Střely byly vyráběny velmi přesně a dosahovaly se s nimi i velké přesnosti střelby. Střely Withworth měly ve srovnání s puškou Enfield velkou průbojnost. Mezi prach a střelu se vkládaly zátky z loje nebo z jeleního tuku. Takto byla hlaveň jednak mazána a také se tak snižovalo usazování nečistot v hlavni.
Pro pušku Whitworth existovala i střela, která neměla šestiúhelníkový průřez, ale měla ve dnu dutinu. K utěsnění ve vývrtu došlo až výstřelem, podobně jako u střel minié. Tyto střely se vyráběly z měkčí slitiny olova. Whitworth sám tyto střely neměl rád a dával přednost svým přesně vyrobeným střelám. 